# Luigi Amat di San Filipo e Sorso
Luigi kardinal Amat di San Filipo e Sorso, italijanski rimskokatoliški duhovnik, škof in kardinal, * 20. junij 1796, Sinnai, † 30. marec 1878.

## Življenjepis
24. decembra 1826 je prejel duhovniško posvečenje.
9. aprila 1827 je bil imenovan za naslovnega nadškofa Niceje in 22. aprila istega leta je prejel škofovsko posvečenje. 
13. novembra 1832 je bil imenovan za apostolskega nuncija v Španiji; s tega položaja je odstopil letam1835.
19. maja 1837 je bil povzdignjen v kardinala in ustoličen kot kardinal-duhovnik S. Maria in Via.
15. marca 1852 je bil imenovan za kardinal-škofa Palestrine, 27. septembra 1852 za kardinal-duhovnika S. Lorenzo in Damaso in 12. marca 1877 za kardinal-škofa Ostie.